# Dontae' Jones
Ne doit pas être confondu avec Dahntay Jones.
Dontae' Jones, né le 2 juin 1975 à Nashville dans le Tennessee, est un joueur américain de basket-ball. Il évolue au poste d'ailier fort.